# Wulf Schirmer
Wulf Schirmer (* 9. März 1934 in Hannover; † 3. Juli 2025) war ein deutscher Bauforscher und Hochschullehrer.

## Leben
Wulf Schirmer, Sohn des Architekten August Schirmer, studierte Architektur an der TH Hannover, wo er 1963 das Diplom erlangte. Von 1964 bis 1970 war er Assistent am Institut für Baugeschichte der TU Berlin bei Ernst Heinrich, dort erfolgte auch 1966 seine Promotion und 1970 seine Habilitation. Im selben Jahr wurde er dort außerordentlicher Professor. Von 1971 bis zur Emeritierung 2002 war er ordentlicher Professor für Baugeschichte an der Universität Karlsruhe und Leiter des Instituts für Baugeschichte.
Schirmer sprach Deutsch, Englisch und Türkisch. Er war Teilnehmer und Leiter zahlreicher Grabungen in der Türkei, so in Boğazköy (1959–1971), in Pergamon (1974–1978), in Çayönü (1978–1988) und auf dem Göllüdağ (1992–1998). Seit 1990 war er auch an der Bauforschung des Castel del Monte in Apulien beteiligt. Ein weiterer Forschungsschwerpunkt ist die klassizistische Architektur Badens, insbesondere Friedrich Weinbrenner.
Schirmer, Verfasser zahlreicher Veröffentlichungen, war Herausgeber von architectura. Zeitschrift für Geschichte der Baukunst sowie Begründer des Südwestdeutschen Archivs für Architektur und Ingenieurbau an der Universität Karlsruhe.
Er war Mitglied des Deutschen Archäologischen Instituts Berlin.
Schirmer war verheiratet und hatte drei Kinder.